# Recombinare genetică

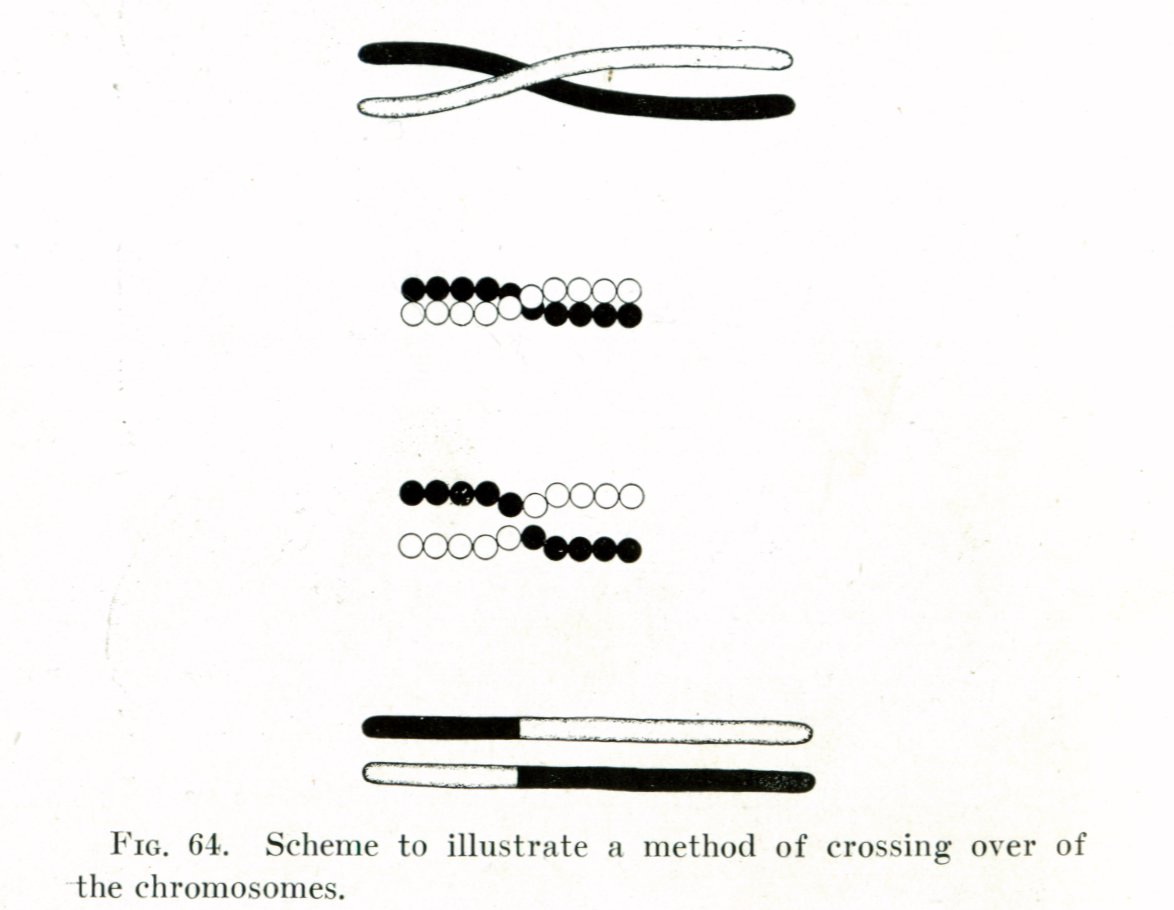
Ilustrația lui Thomas Hunt Morgan reprezentând recombinarea intracromozomală (crossing-over-ul) (1916)

Recombinare genetică reprezintă fenomenul prin care se produc noi combinații genetice pentru formarea de noi indivizi, care se realizează prin rearanjarea materialului genetic din două unități genetice diferite.  Atât recombinarea genetică, cât și repararea ADN-ului, au loc și la procariote (bacterii și arhebcaterii), acestea fiind reprezentate de reproducerea asexuată.
La organismele eucariote, fenomenele de recombinări genetice sunt întâlnite în timpul meiozei, care are ca finalitate producerea gameților. Cele două procese de recombinare ale meiozei sunt: recombinarea intracromozomală (zis și crossing-over) și recombinarea intercromozomală (zis și dansul cromozomilor). În afară de acestea, mai există și recombinarea genomică și cea prin transpoziție. 
În timpul meiozei de la organismele eucariote, recombinarea genetică presupune împerecherea cromozomilor omologi, acest proces putând avea ca final și schimbul de informație dintre cromozomi. Schimbul poate să nu fie fizic (o porțiune a materialului genetic este copiat de la un cromozom la un altul, fără să se schimbe cromozomul de la care s-a copiat informația), sau se poate realiza prin ruperea și rearanjarea catenelor de ADN, cu formarea unor molecule noi.